# Лауша
Лауша (нім. Lauscha) — місто в Німеччині, розташоване в землі Тюрингія. Входить до складу району Зоннеберг.
Площа — 18,72 км2. Населення становить 3188 ос. (станом на 31 грудня 2021).